# Gösta Millberg
Nils Gösta Ingemar Millberg, född 30 januari 1922 i Hovby, död 29 december 2008 i Lidköping, var en svensk keramiker. Han var verksam på Rörstrand under 1960- och 1970-talen och var senare även medlem av Drejargruppen.
Gösta Millberg är begravd på Norra begravningsplatsen i Lidköping.